# يوكو (مسبار)
يوكو  (باليابانية: ようこう ) هو مسبار فضائي أطلق لرصد الشمس من قبل منظمة بحوث الفضاء اليابانية بالتعاون مع ناسا ووكالة الفضاء البريطانية. سميت قبل إطلقها بالمهمة الشمسية آ . أطلقت في 30 أغسطس سنة 1991 على صاروخ من طراز M-3S-5 .
هدفت هذه المهمة إلى رصد الوهج الشمسي خلال فترة ذروة النشاط الشمسي وكشف العلاقة بين الوهج الشمسي والهالة الشمسية